# De Hoef (Reusel)
De Hoef is een buurtschap  in de gemeente Reusel-De Mierden in de Nederlandse provincie Noord-Brabant. De buurtschap bestaat uit een paar boerderijen en ligt aan een weg genaamd De Hoef ten zuiden van Hulsel.
Dorpen: Hooge Mierde · Hulsel · Lage Mierde · Reusel

Buurtschappen: Achterste Heikant · Braakhoek · Heikant · De Hoef · De Hoek · Kippereind · Kuilenrode · Mispeleind · Vloeieind · Vooreind · Voorste Heikant

Noord-Brabant: Steden en dorpen      Nederland: Provincies · Gemeenten